# Robert Chopard
Robert Chopard (né le 2 septembre 1886 au Locle et mort le 11 janvier 1951 à Péry) est un coureur cycliste suisse. Professionnel de 1909 à 1918, il a été champion de Suisse sur route en 1911. Il a participé au Tour de France en 1910. Ses frères Émile et Paul ont également été cyclistes.

## Biographie
- 1908
  - 2e du championnat de Suisse sur route amateurs
- 1909
  - 2e du championnat de Suisse sur route amateurs
- 1910
  - 2e du championnat de Suisse sur route
- 1911
  -  Champion de Suisse sur route
- 1913
  - 3e du Tour de la Hainleite
- 1914
  - 3e du Championnat de Zurich

## Résultats sur les grands tours

### Tour de France
1 participation 
- 1910 : 32e du classement général